# Rio Călugăriţa
O Rio Călugăriţa é um rio da Romênia, afluente do Călugărul, localizado no distrito de Neamţ.